# 史久镛
史久镛（1926年10月9日—2022年1月18日），男，浙江寧波人，中国国际法法学家，曾任国际法院资深法官、院长。是国际法院成立以来首位华人院长。

## 生平
史久鏞為南宋大臣史嵩之後裔，商务印书馆经理史久芸、民国著名银行家史久鳌、著名石油工程师史久光等均为家族中“久”字辈，籍貫浙江宁波鄞县。史久镛曾分别在上海圣约翰大学和美国哥伦比亚大学攻读法律，1956至1958年间曾在中国多所高等学校的国际关系学院担任教职，1984年受聘为外交学院教授。1980年起史久镛就在众多国际会议与组织中担任过中国政府的法律代表或顾问，曾参与过中英关于香港问题的谈判。
1994年2月6日史久镛被选为国际法院法官，2003年连任，任期至2012年，并曾于2003年至2006年期间出任院长。2010年1月，史久镛提交了辞呈，并于5月28日提前退任法官，已从荷兰海牙回到北京。
史久镛表示，《国际法院规约》没有按地区分配法官名额的规定，但各国代表之间形成了一种“君子协定”：按照联合国安全理事会理事国的地区分配选举15名法官。
史久镛于2022年1月18日在北京逝世，享年96岁。